# جیمی جی
جیمی جی (انگلیسی: Jimmy Jay; July 1879 – ۱۳ مارس ۱۹۲۷ (aged 47)) بازیکن فوتبال اهل پادشاهی متحد بریتانیای کبیر و ایرلند بود.
از باشگاه‌هایی که در آن بازی کرده‌است می‌توان به باشگاه فوتبال برنتفورد و باشگاه فوتبال بریستول سیتی اشاره کرد.